# Бопре
Бопре, фр. Beaupré, буквально «прекрасный луг» — город и популярный туристский курорт в канадской провинции Квебек. Расположен в муниципалитете ля-Кот-де-Бопре (en:La Côte-de-Beaupré Regional County Municipality, Quebec) на реке Святого Лаврентия у Квебекского шоссе 138 в устье реки Сент-Анн-дю-Нор (en:Sainte-Anne-du-Nord River).
Рядом с Бопре расположена гора Святой Анны (fr:Mont-Sainte-Anne) — популярный зимний лыжный курорт, самая высокая лыжная трасса в восточной части Канады.
Население города по переписи 2011 г. составляло 3439 человек, а по переписи 2006 г. — 3006 человек.
Городок основали в XVII веке моряки бретонского происхождения. Название Бопре впервые засвидетельствовано в 1636 году, когда была основана Компания Бопре. Церковный приход Бопре был сформирован из двух старейших в Квебеке — Сент-Анн-де-Бопре и Сен-Жоакен. В 1928 году местность была включена в состав муниципалитета Нотр-Дам-дю-Розер (Notre-Dame-du-Rosaire), однако в том же году он был переименован в Бопре во избежание путаницы с другими одноименными приходами.
В 1962 году приходской муниципалитет получил статус города.